# Ampamata
Ampamata est une commune rurale malgache située dans la partie centre-est de la région d'Androy.